# خوان أنطونيو كارثيلين
خوان أنطونيو كارثيلين (بالإسبانية: Juan Antonio Carcelén)‏ هو مدرب كرة قدم ولاعب كرة قدم إسباني في مركز الوسط، ولد في 28 أبريل 1954 في البسيط في إسبانيا. شارك مع منتخب إسبانيا تحت 18 سنة لكرة القدم. أما مع النوادي، فقد لعب مع ريال مدريد ونادي ألباسيتي ونادي إيركوليس.

## وصلات خارجية
- خوان أنطونيو كارثيلين على موقع قاعدة بيانات كرة القدم.إي يو (الإنجليزية)
- خوان أنطونيو كارثيلين على موقع عالم كرة القدم.نت (الإنجليزية)